# Hunzahúa
Hunzahúa est le souverain principal de la confédération muisca et le premier chef, selon le récit de certains chroniqueurs coloniaux, nommé « zaque ». À la suite de son installation au pouvoir par un accord des diverses chefferies muiscas de la savane de Bogota, Hunzahúa aurait instauré une unité socio-territoriale, religieuse et linguistique. Cependant, certains historiens et anthropologues estiment que l'organisation centrale de la confédération muisca est représentée de manière exagérée par les chroniqueurs espagnols d'époque coloniale.
À l'époque de son successeur, Michua, les désaccords entre le souverain de la chefferie de Bogota (dit le « zipa ») et celui de la chefferie de Guatavita, l'unité politico-territoriale est brisée et l'autorité des zaques résident à Tunja (muisca: Hunza) est mise en question. Le territoire originelle de Hunzahúa s'est divisé à la suite de son règne en deux grandes entités, le zipazgo, au sud-ouest, et le zacazgo, au nord-est.
Selon des récits légendaires, il aurait épousé sa sœur dont il aurait eu un enfant qui s'est métamorphosé en pierre après la naissance. Le couple se dirige alors vers le Salto de Tequendama, où il se serait changé en pierre sur les deux côtés de la cascade,.

## Biographie

### Prise du pouvoir
Dans le cadre de conflits militaires entre les chefferies muiscas, le cacique de la chefferie religieuse d'Iraca, n'ayant le droit d'utiliser des moyens militaires, réunis les divers souverains pour mettre un terme aux confrontations armées. Sous les auspices du cacique d'Iraca, dont la lignée descendrait de Bochica, un accord est conclu promouvant Hunzahúa au commandement de tous le territoire muisca, unifié désormais dans le cadre du gouvernement à Hunza.

### Règne
Hunzahúa reçoit le titre de zaque et gouverne un territoire s'étendant du Chicamocha aux peuples Suatagaos, et de San Juan jusqu'aux frontières des Tolimas (appelés « Panches ») et Muzos. Sous son règne, la langue et la religion des muiscas ont été centralisés. La ville de Tunja ou Hunza, lieu de résidence des zaques, est nommée d'après Hunzahúa. Cependant, la validité du terme « zaque », introduit tardivement dans l'historiographie, est fortement contestée.
Selon des récits légendaires, il tombe tellement amoureux de sa sœur Noncetá qu'il en fait sa femme et déplace son lieu de résidence à Chipatá. Cependant sa mère, Faravita, refuse l'alliance de ses deux enfants et attaque le couple avec un bol de chicha. Quand Hunzahúa voit ce que sa mère avait fait, et que le peuple protestait contre cet inceste, il maudit le cité de Hunza et les vallées qui l'entourent. À Susa, Noncetá donne  naissance à un enfant, qui se change immédiatement en pierre. Le couple meurtri voyage jusqu'au Salto del Tequendama, où ils se changent en rochers, de chaque côté de la cascade,.